# 4128-as mellékút (Magyarország)
A 4128-as mellékút egy közel 6,5 kilométeres hosszúságú, négy számjegyű mellékút Szabolcs-Szatmár-Bereg vármegye keleti részén: Császlót köti össze két szomszédjával, Gacsállyal és Csegölddel.

## Nyomvonala
Gacsály központjában ágazik ki a 4141-es útból, annak a 10+700-as kilométerszelvénye táján, nyugat felé, Petőfi utca néven. Mintegy 650 méter megtételét követően délnek fordul, s Rákóczi utca néven folytatódik a belterület délnyugati széléig, amit nagyjából 1,1 kilométer után ér el. Kevéssel délebbre kiágazik belőle kelet-délkelet felé a 41 334-es számú mellékút, a Nyíregyháza–Mátészalka–Zajta-vasútvonal Gacsály megállóhelyének kiszolgálására, ugyanott délnyugatnak fordul, majd keresztezi is a vasutat.
2,2 kilométer után lépi át Császló határát, a község első házait pedig nagyjából a harmadik kilométerénél éri el, a Kossuth Lajos út nevet felvéve. A központban, 3,4 kilométer után beletorkollik dél felől a 4146-os úttól idáig húzódó 41 136-os számú mellékút, ugyanott nyugatabbi irányba fordul és úgy halad tovább a falu nyugati széléig. A 4+450-es kilométerszelvénye közelében hagyja maga mögött az utolsó itteni házakat, ahol újra délnyugatnak fordul, s a helység határát már így szeli át, majdnem pontosan az ötödik kilométerénél. Csegöld határai közt folytatódik, és e község lakott területének északkeleti szélénél ér véget, beletorkollva a 4127-es útba, annak a 42+800-as kilométerszelvénye közelében.
Teljes hossza, az országos közutak térképes nyilvántartását szolgáló kira.kozut.hu adatbázisa szerint 6,410 kilométer.

## Története
A Kartográfiai Vállalat 1990-ben megjelentetett Magyarország autóatlasza úgyszólván a teljes szakaszát kiépített, portalanított útként tünteti fel, ez alól csak a gacsályi belterületi szakasza képez kivételt, utóbbit az atlasz térképe egy fokkal jobb burkolatminőségre utaló jelöléssel, pormentes útként szerepelteti.

## Települések az út mentén
- Gacsály
- Császló
- Csegöld